# Pietro Toselli
Pietro Toselli fue un mayor del Regio Esercito italiano, nacido en 1856 en Peveragno, Piamonte, al norte de Italia, y que luchó durante la primera guerra ítalo-etíope, en la cual perdió la vida.

## Antecedentes de la Guerra
En 1885 Italia había establecido la colonia de Eritrea en África Oriental, tras la ocupación del puerto de Massawa en el Mar Rojo. Dos años más tarde fue coronado como emperador de Etiopía Menelik II, quien firmó1889 un tratado con Italia, cuya versión en italiano incluía un artículo en el cual Etiopía aceptaba ser un protectorado italiano, sin que lo supieran las autoridades etíopes. Una vez consolidado su poder como soberano, Melinek II impugnó la validez del tratado, lo cual motivó a los italianos a invadir Etiopía en 1894, esperando que las facciones rivales a Menelik se unieran a ellos.

## Primeras acciones militares

Medalla de Oro al Valor Militar del Ejército Real Italiano

En diciembre de 1894 brotó una revuelta encabezada por Bahta Hagos en Akkele Guzay, declarando la independencia de su provincia. El general Oreste Baratieri ordenó al mayor Pietro Toselli que marchara sobre las tropas rebeldes derrotándolas en Halay, el 19 de diciembre de 1894, dando muerte a Bahta Hagos. Posteriormente participó en las acciones contra las tropas del Ras Mangesha, en la Batalla de Coatit, y en la posterior persecución de las tropas etíopes.

## Primera Guerra Ítalo-Etíope
En 1895 las tropas italianas, formadas por soldados de la metrópoli y también por batallones de ascaris con oficiales italianos, penetraron profundamente en territorio etíope. Ante ello el emperador etíope Menelik dispuso en diciembre de ese año de un ejército de 30.000 hombres para atacar a la guarnición italiana que se había establecido en Amba Alagi, dirigida por el mayor Pietro Toselli, quien contaba a su cargo con una pequeña fuerza de 19 oficiales y 1.880 soldados. Tras la Batalla de Amba Alagi, la tropa italiana fue expulsada de sus posiciones sufriendo numerosas bajas, y figuarando el mayor Toselli entre los fallecidos en combate.

## Legado
Por el valor demostrado en combate, al encontrarse al mando de solo 1880 hombres frente a unos 25 mil enemigos, combatió hasta el límite de sus fuerzas por 6 horas, dejando su vida en el intento, por lo cual le fue entregada de forma póstuma la Medalla de Oro al Valor Militar del Ejército Real Italiano.
- Datos: Q3904308
- Multimedia: Pietro Toselli / Q3904308